# Берестовец (Черкасская область)
Берестове́ц (укр. Берестівець) — село в Уманском районе Черкасской области Украины.
Почтовый индекс — 20321. Телефонный код — 4744.

## Население
Население по переписи 2001 года составляло 843 человека.

### Языковой состав
Родной язык населения по данным переписи 2001 года:
| Язык       | Численность, чел. | Доля     |
| ---------- | ----------------- | -------- |
| Украинский | 824               | 97,75 %  |
| Русский    | 16                | 1,90 %   |
| Другое     | 3                 | 0,35 %   |
| Итого      | 843               | 100,00 % |

## Местный совет
20321, Черкасская обл., Уманский р-н, с. Берестовец, ул. Полетарская, 61а

## Персоналии
- Варгатюк, Пётр Логвинович — советский и украинский учёный-историк, доктор исторических наук, профессор. Заслуженный работник высшей школы УССР.
- Молчановский, Феодосий Николаевич — советский археолог и музейный работник.

## Галерея

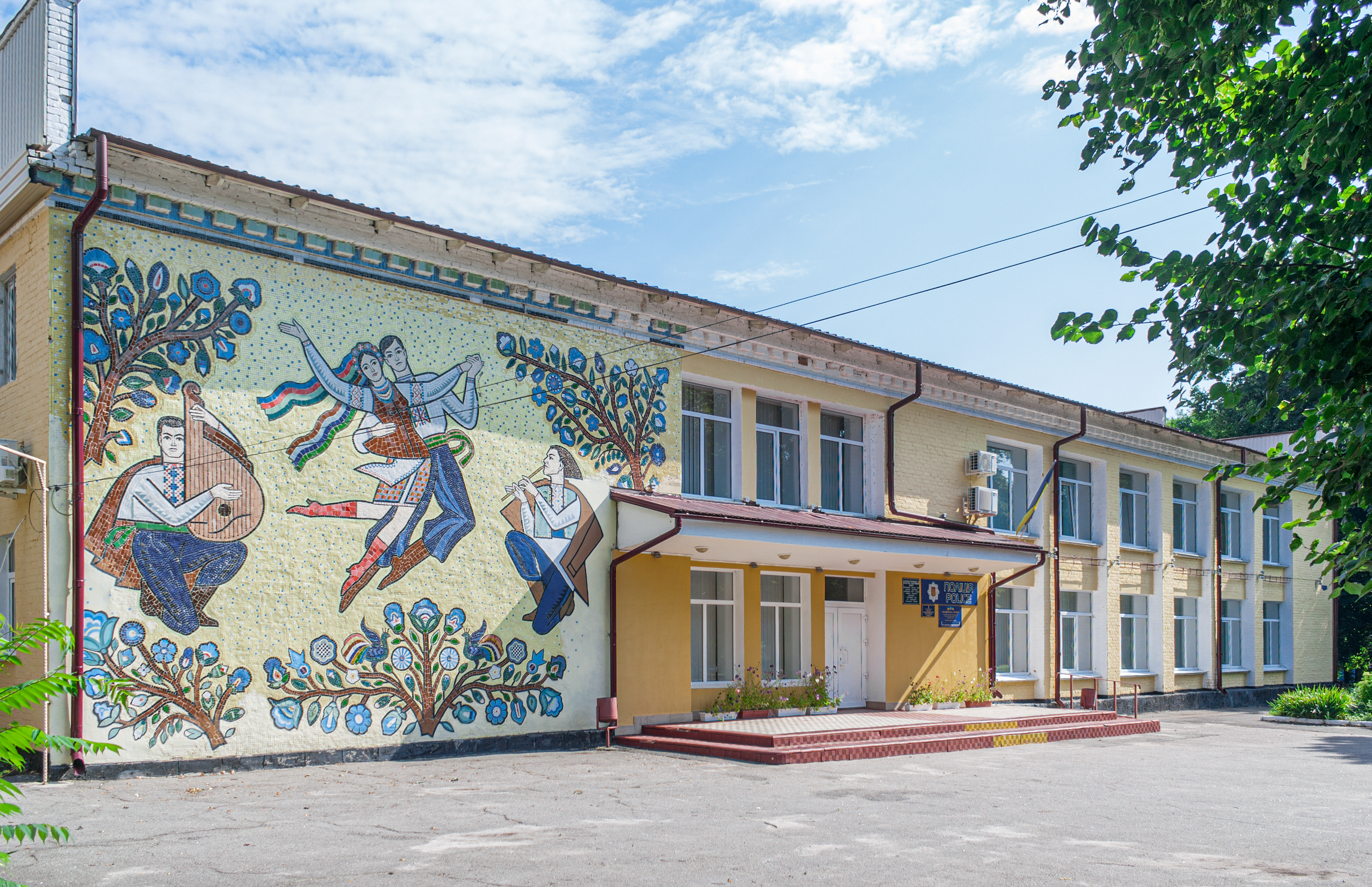
Административное здание
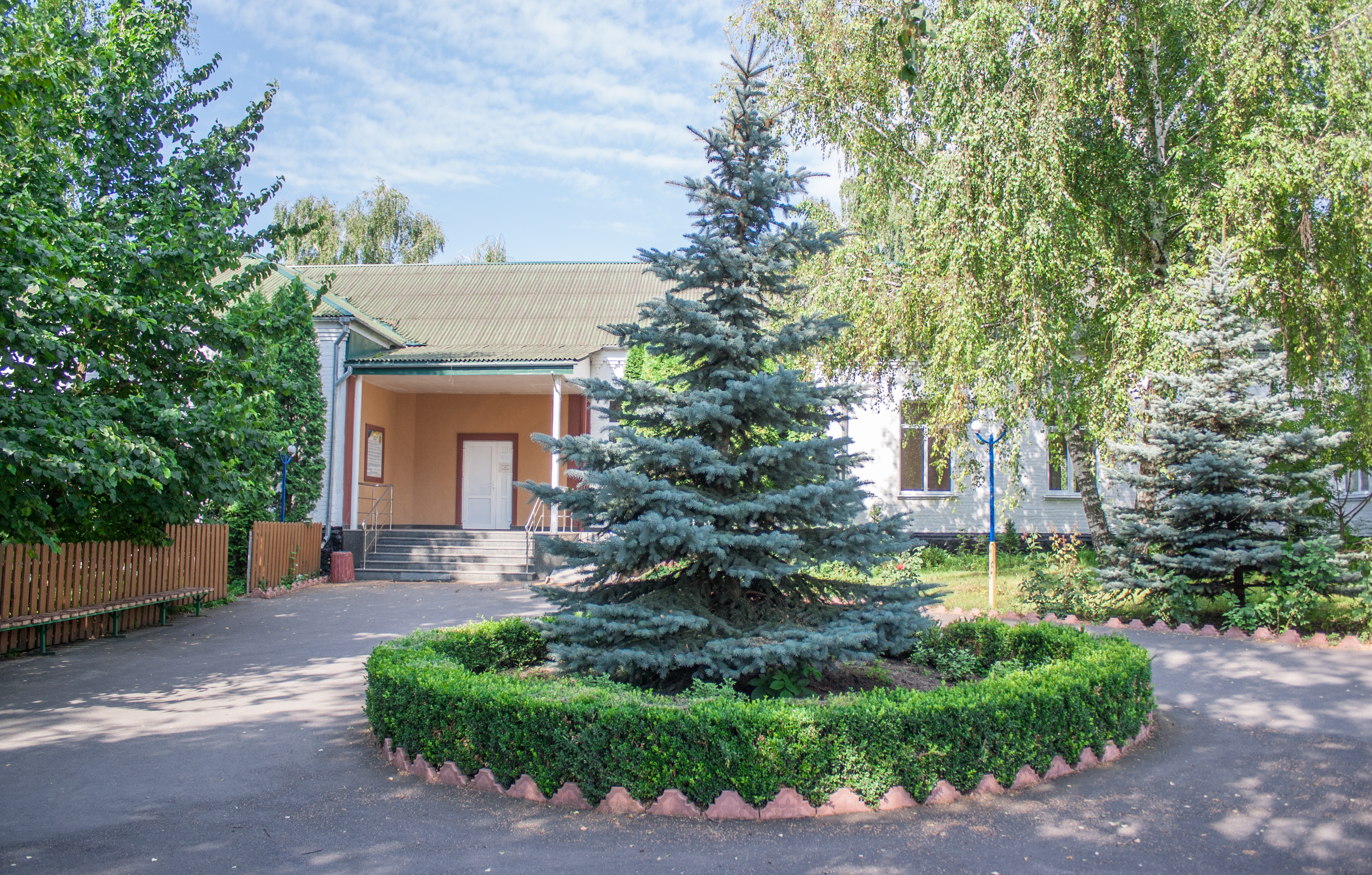
Школа
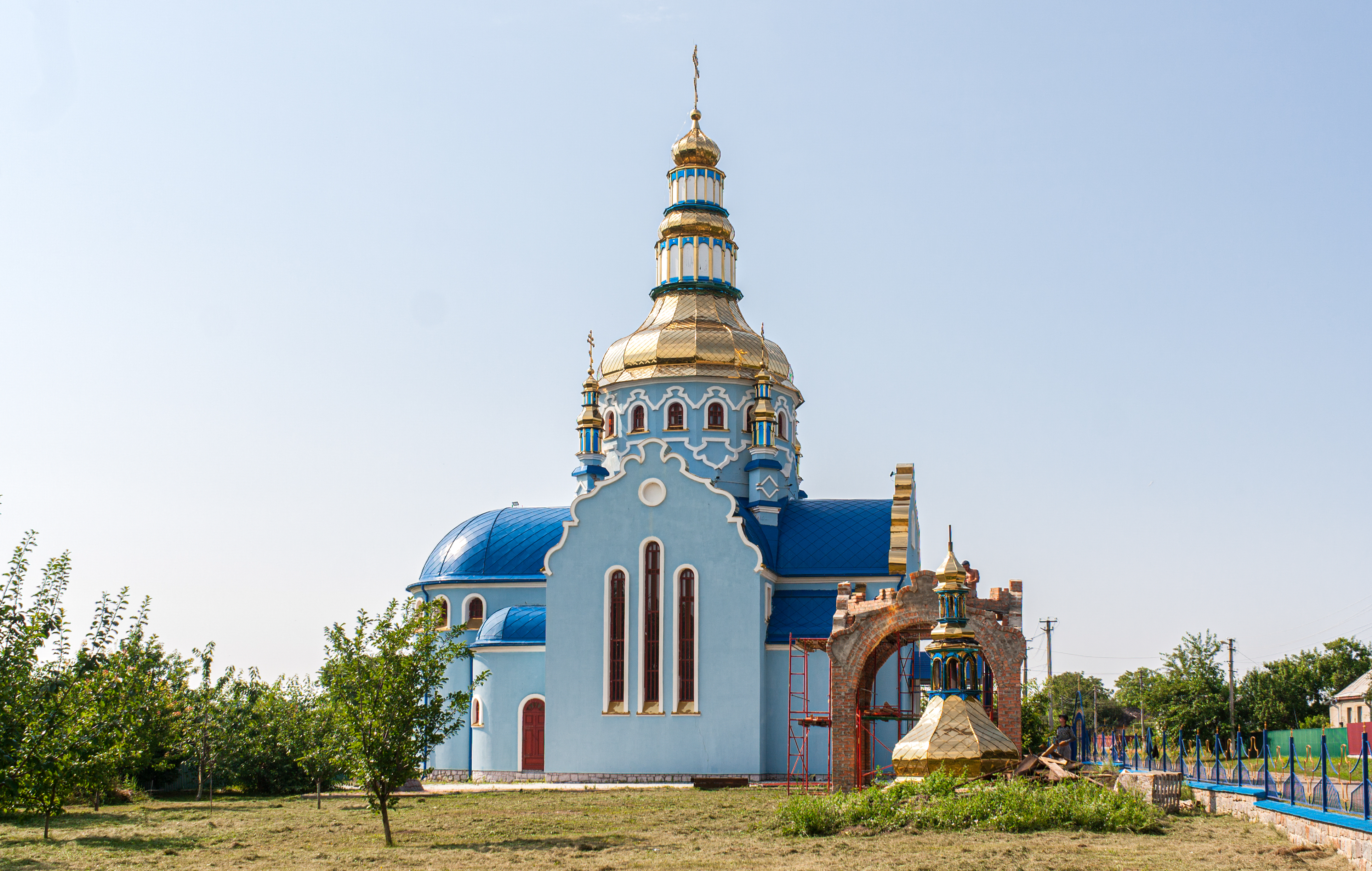
Церковь
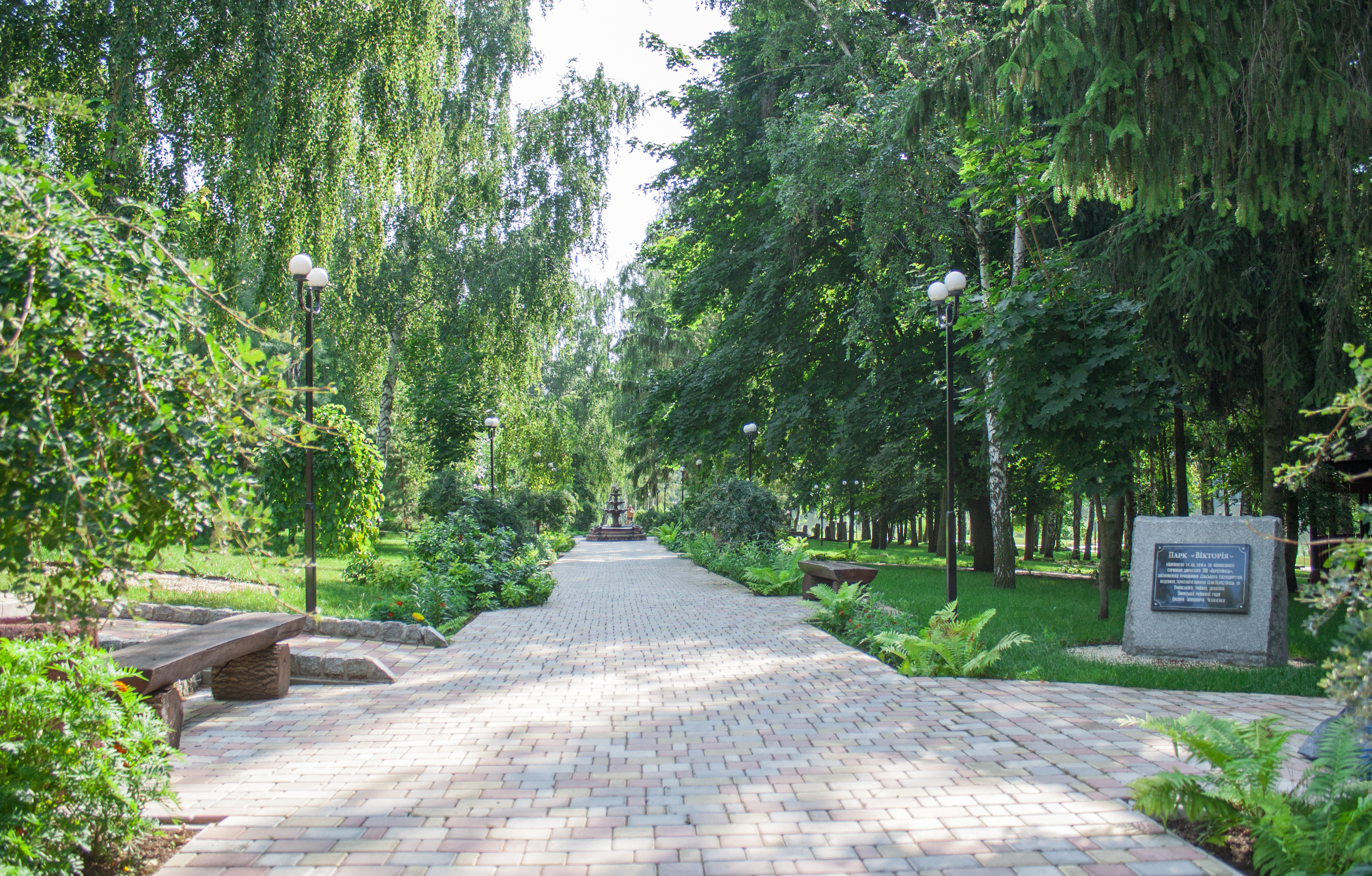
Парк "Виктория"